# NGC 801
NGC 801 ist eine Spiralgalaxie mit aktivem Galaxienkern vom Hubble-Typ Sc im Sternbild Andromeda am Nordsternhimmel. Sie ist schätzungsweise 263 Millionen Lichtjahre von der Milchstraße entfernt und hat einen Durchmesser von etwa 240.000 Lj.

Im selben Himmelsareal befindet sich u. a. die Galaxie NGC 797 und IC 179.
Das Objekt wurde am 20. September 1885 von dem US-amerikanischen Astronomen Lewis A. Swift entdeckt.